# Leo Eliazer
Leo Eugène Arnold Salomon Eliazer (Paramaribo, 14 mei 1904 – 4 juli 1977) was een Surinaams vakbondsbestuurder en politicus.
Hij was in de jaren veertig (mede)oprichter van de Paranam Mijnwerkers Bond (PMB) en was daar ook de voorzitter van. Verder is hij voorzitter geweest van Raad van Vakcentrales. In 1948 werd in Suriname het algemeen kiesrecht ingevoerd. Bij de daaropvolgende verkiezingen in 1949 werd hij verkozen tot lid van de Staten van Suriname. In tegenstelling tot andere kandidaten was hij daarbij niet kandidaatgesteld door een politieke partij maar door vakbonden. Toch werd hij vaak gerekend tot de NPS. Bij de verkiezingen twee jaar later werd hij niet herkozen.
Eliazer overleed in 1977 op 73-jarige leeftijd. In Paramaribo is naar hem de 'Leo Eliazerstraat' vernoemd. 